# Constance Bonacieux
Constance Bonacieux is een fictief persoon uit het verhaal De drie musketiers. Ze is de vrouw van de herbergier waarbij d'Artagnan onderdak vindt en bovendien kamermeisje en zelfs vertrouwelinge van koningin Anna. Ze wordt omschreven als een mooie en jonge vrouw.
Het personage is verzonnen door Dumas en dus niet gebaseerd op iemand die echt bestaan heeft (wat bij veel personages uit het verhaal wel zo is). In het originele manuscript van Dumas werd haar achternaam gespeld als Bonancieux, met een extra n, maar bij de eerste druk was deze letter weggevallen, dit foutje werd later niet meer hersteld.
Constance heeft een goede band met de koningin die zich vaak niet thuis voelt aan het Franse hof. Net als de koningin heeft ze een hekel aan de sluwe kardinaal Richelieu. Ze is niet gelukkig getrouwd met Jacques-Michel Bonacieux, maar houdt d'Artagnan (die verliefd op haar is) toch in eerste instantie van zich af. Zodra ze echter d'Artagnans liefde beantwoordt, is ze de schakel tussen d'Artagnan en de koningin; via haar kan Anna de musketiers waarschuwen en komt d'Artagnan achter de plannen van Richelieu.
Zodra de kardinaal weet dat Constance deze spilfunctie heeft, laat hij haar ontvoeren door zijn rechterhand Rochefort. Deze zet Constance vast in een kerker, hier wordt ze bezocht door de valse Milady de Winter die eerst haar vertrouwen wint, dan informatie bij haar loskrijgt, en haar vervolgens vermoordt met vergif. De musketiers wreken haar dood door Milady de Winter ter dood te veroordelen en begraven Constance later bij Béthune.
In sommige versies, zoals in de films uit 1993 en 2011 kiest men voor een happy end en blijft Constance leven. Dit is ook het geval in de film uit 2001, al heet ze daar Francesca. Deze film wijkt echter op meer punten sterk af van het oorspronkelijke verhaal.

## Film en toneel
Actrices die de rol van Constance hebben gespeeld zijn onder anderen:
- Pierrette Madd in Les Trois Mousquetaires (1921)
- Marguerite De La Motte in The Iron Mask (1929)
- Blanche Montel in De Drie Musketiers (1933)
- June Allyson The Three Musketeers (1948 film) (1948)
- Danielle Godet Les Trois Mousquetaires (1953)
- Perette Pradier Les Trois Mousquetaires(1961)
- Raquel Welch in The Three Musketeers (1973)
- Raquel Welch in The Four Musketeers (1974)
- Julie Delpy in The Three Musketeers (1993)
- Tooske Breugem in De 3 Musketiers de musical (2003)
- Gabriella Wilde in The Three Musketeers (2011)
- Tamla Kari in The Musketeers (2014)